# Perui meztelen kutya
A perui meztelen kutya (Inca Hairless Dog) egy perui kutyafajta.

## Történet
Kialakulása az 1200-as évekre tehető. Bár szülőhazájában ma már meglehetősen ritka, egykor az inkák kedvelt állata volt. 

## Külleme
Marmagassága 25-71 centiméter, tömege 4-25 kilogramm. A fajtának három, különböző méretű változata ismert. Feje, füle és farkának vége gyengén szőrös. Bőrén gyakran pigmenthiányos foltok vannak. A mexikói meztelen kutyához hasonlóan ennek a fajtának is léteznek úgynevezett "púderpamacs" egyedei, akiken pigmenthiányos foltok találhatóak.

## Képgaléria

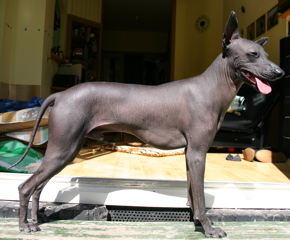
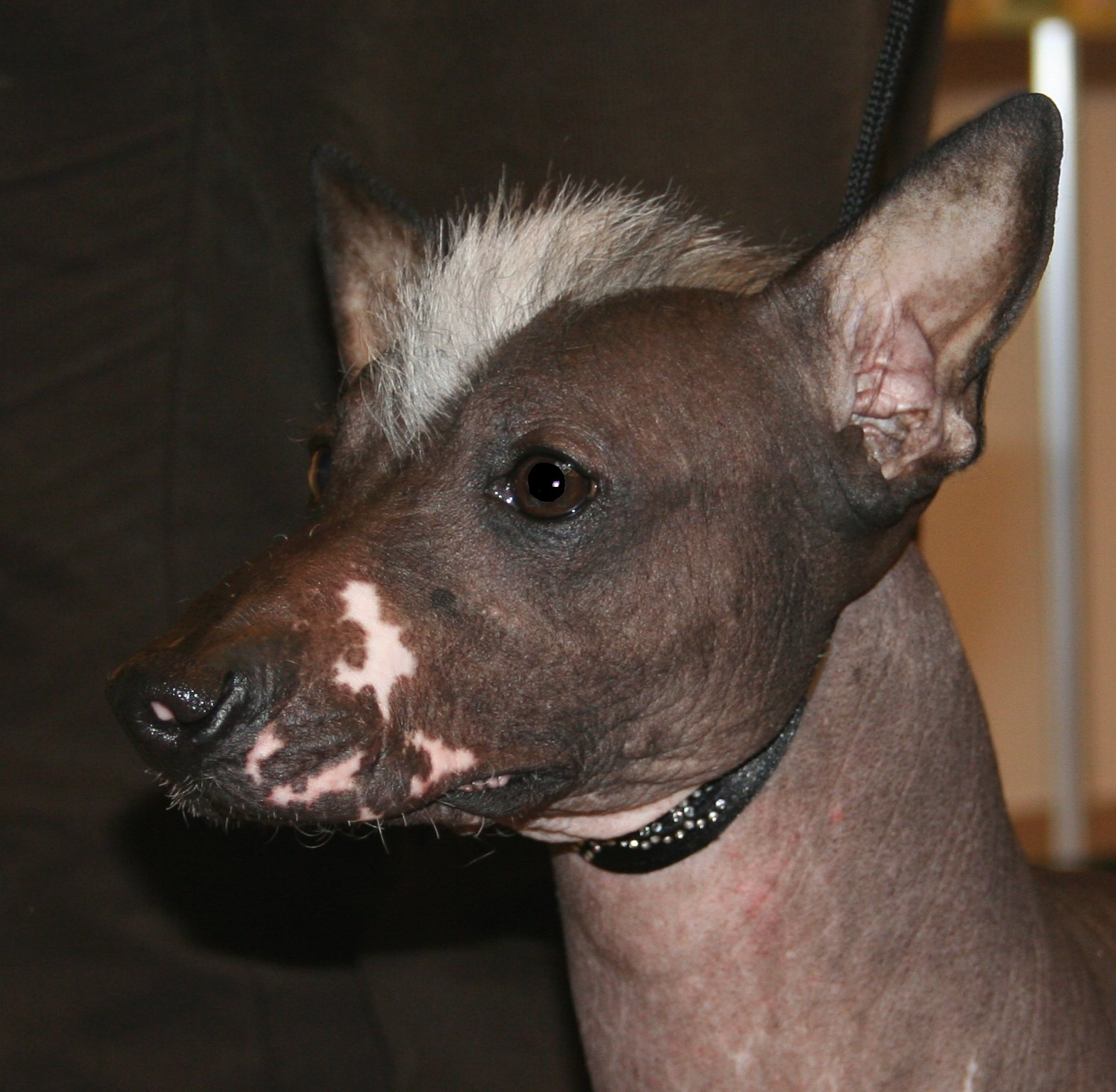
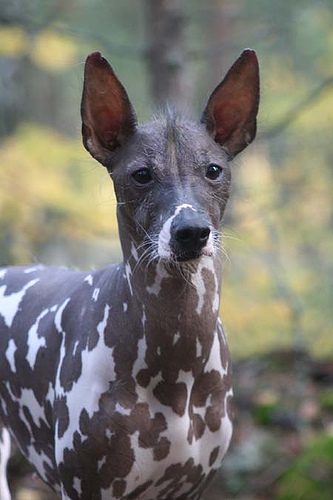
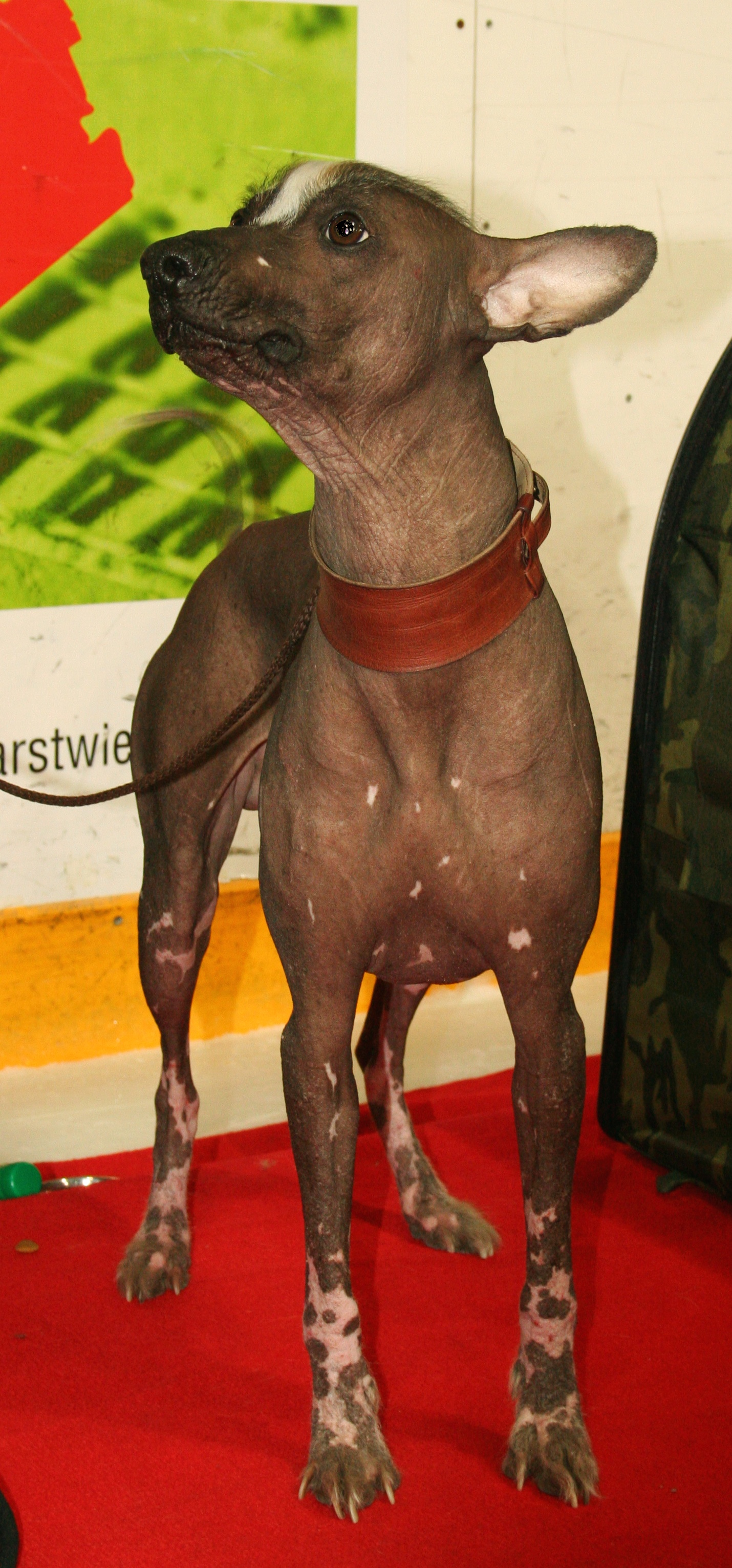
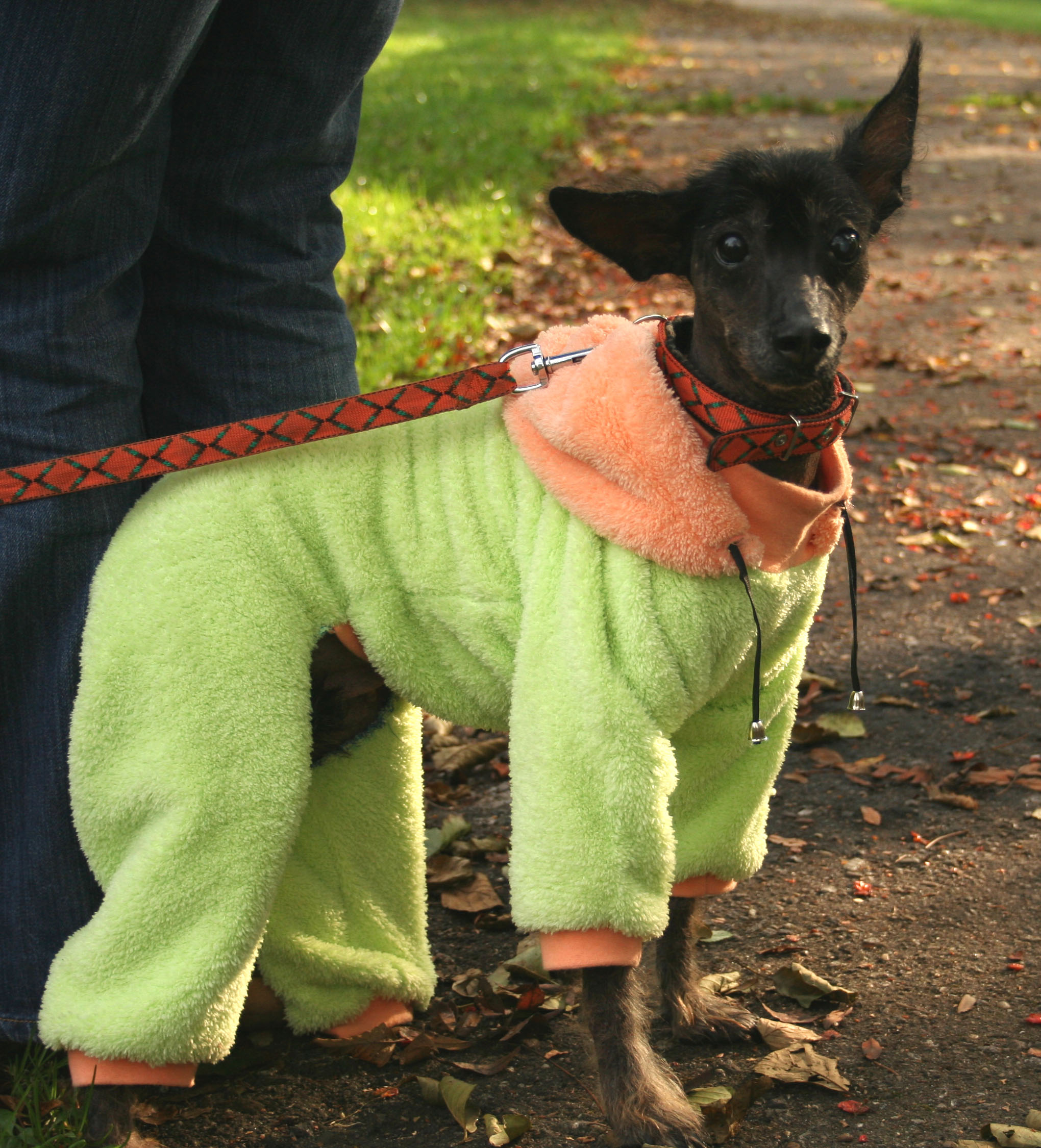

## Jelleme
Természete ragaszkodó és hűséges.  